# 耶爾文佩
耶爾文佩（芬蘭語：Järvenpää）是芬蘭的城鎮，位於該國南部，距離首都赫爾辛基約37公里，由新地區負責管轄，面積39.94平方公里，2012年人口38,993，其中約97%居民的母語是芬蘭語。

## 外部連結
- Town of Järvenpää – Official site
- Puistoblues festival （页面存档备份，存于）